# Cryptogeobius clavitibialis
Cryptogeobius clavitibialis is een hooiwagen uit de familie Gonyleptidae.